# Andrei Ioniță
Andrei Ionuț Ioniță (* 1. Januar 1994 in Bukarest) ist ein rumänischer Cellist.

## Werdegang
Ioniţă begann im Alter von fünf Jahren mit dem Klavierspiel und erhielt drei Jahre später den ersten Cellounterricht. Er erhielt zunächst seine Ausbildung an der Musikschule Iosif Sava in Bukarest bei Ani-Marie Paladi und studiert seit 2012 bei Jens Peter Maintz an der Universität der Künste Berlin.
Andrei Ioniță spielte in Sälen wie dem Kammermusiksaal der Berliner Philharmonie, dem Herkulessaal München, dem Stadtcasino Basel, dem Mariinski-Theater in Moskau und der Carnegie Hall in New York.

## Instrument
Andrei Ioniță ist Stipendiat der Deutschen Stiftung Musikleben und darf als solcher ein Violoncello von Giovanni Battista Rogeri, Brescia 1671, spielen.

## Preise und Auszeichnungen
- Juni 2013, Aram Khachaturian International Competition, 1. Preis
- September 2014, Internationaler Musikwettbewerb der ARD München, 2. Preis und Sonderpreis für die beste Interpretation eines Auftragswerks
- November 2014, Grand Prix Emanuel Feuermann 2014 Berlin, 2. Preis
- Juni 2015, Internationaler Tschaikowski-Wettbewerb Moskau, 1. Preis
- Juli 2016, Luitpoldpreis des Kissinger Sommer

## Diskografie
- Brahms: Complete Clarinet Sonatas & Trio, 2018 (IBS Classical) mit Pablo Barragán (Klarinette) und Juan Pérez Floristán (Klavier)[2]